# أوليفيا إدوارد
أوليفيا إدوارد (بالإنجليزية: Olivia Edward)‏ هي ممثلة أمريكية، ولدت في 25 يناير 2007 في لونغ آيلند في الولايات المتحدة.

## وصلات خارجية
- أوليفيا إدوارد على موقع IMDb (الإنجليزية)
- أوليفيا إدوارد على موقع قاعدة بيانات الفيلم (الإنجليزية)